# Parafia Opatrzności Bożej w Radomiu
Parafia Opatrzności Bożej w Radomiu – parafia rzymskokatolicka w dekanacie Radom-Południe diecezji radomskiej.

## Historia
Parafia erygowana została 1 stycznia 1984 przez bp. Edwarda Materskiego. Poświęcenie krzyża i placu pod budowę kościoła miało miejsce 2 września 1981. Prace przy tworzeniu parafii i budowie kościoła prowadził ks. Andrzej Szewczyk pierwszy proboszcz parafii. Budowa kościoła – według projektu architekta Marka Stanika i konstruktora Henryka Nogajskiego – miała miejsce w latach 1982–1985. Wystrój kościoła zaprojektował i wykonał Stanisław Bąkowski z Warszawy. Uroczystego poświęcenia kościoła dokonał bp Zygmunt Zimowski 5 grudnia 2004.  

## Terytorium
Do parafii należą wierni z Radomia mieszkający przy ulicach: Ceramiczna, Chodkiewicza, Czereśniowa, Formierska, Gawdzickiego, Hodowlana, Kielecka (163–177), Kierzkowska (1–123), Końcowa, Kończycka, Londyńska, Madrycka, Marglowa (1–144), Mostowa, Mosiołka, Orońska, Owalna, Pasterska, Paryska, Pośrednia, Praska, Rzymska, Skrajna, Sławna, Strycharska, Tetmajera, Wośnicka, Wiedeńska.

## Proboszczowie
- 1983–1995: ks. Andrzej Szewczyk
- 1995–2015: ks. prał. Henryk Gąszcz
- od 2015: ks. Zdzisław Bochniak